# Charles Logg
Charles Paul "Charlie" Logg, Jr., född 24 februari 1931 i Princeton i New Jersey, är en amerikansk före detta roddare.
Logg blev olympisk guldmedaljör i tvåa utan styrman vid sommarspelen 1952 i Helsingfors.